# 27 Dywizja Strzelców (RFSRR)
27 Dywizja Strzelców – związek taktyczny piechoty Armii Czerwonej okresu wojny domowej w Rosji i wojny polsko-bolszewickiej.

## Formowanie i walki
27 Dywizja Strzelców sformowana została jesienią 1919. Do maja 1920 walczyła w składzie 5 Armii na Syberii. Tam zyskała przydomek „żelaznej”. Na przełomie czerwca i lipca 1920 została przerzucona na Front Zachodni. Podczas drugiej ofensywy Tuchaczewskiego walczyła pod Mińskiem, Baranowiczami, Słonimem, przerwała obronę grupy płk. Kaliszka nad Górną Narwią, a od 2 do 7 VIII pod Drohiczynem odrzuciła oddziały polskiej 15 Dywizji Piechoty i sforsowała Bug. Pod Radzyminem i Osowem poniosła duże straty w ludziach i sprzęcie. 
1 sierpnia 1920 dywizja liczyła w stanie bojowym 7917 żołnierzy z tego piechoty 6590, a kawalerii 256. Na uzbrojeniu posiadała 266 ciężkich karabinów maszynowych i 32 działa. 
Podczas odwrotu Armii Czerwonej stoczyła bój o Białystok i zdołała wyrwać się z polskiego okrążenia. Straty dywizji w operacji warszawskiej sięgały 90%. We wrześniu otrzymała uzupełnienia i weszła w skład 15 Armii. Podczas bitwy nad Niemnem stoczyła bój o Wołkowysk z grupą gen. Junga, a następnie osłaniała odwrót 15 Armii. 11 października poniosła wysokie straty pod Kojdanowem w walkach z 58 pułkiem piechoty.
Po 17 września 1939 roku brała udział w agresji na Polskę. Jej oddziały zajmowały m.in. powiat święciański.

## Dowódcy dywizji
- Witowt Putna (X 1919–IX 1922)

## Struktura organizacyjna
Skład w sierpniu 1920:
- 79 Brygada Strzelców
  - 235 pułk strzelców
  - 236 pułk strzelców
  - 237 pułk strzelców
- 80 Brygada Strzelców
  - 238 pułk strzelców
  - 239 pułk strzelców
  - 240 pułk strzelców
- 81 Brygada Strzelców
  - 241 pułk strzelców
  - 242 pułk strzelców
  - 243 pułk strzelców